# 아와군

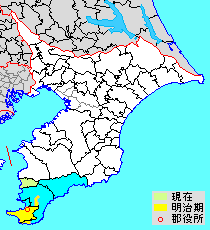
아와군의 위치

아와군(일본어: 安房郡, あわぐん)은 지바현의 군이다.
인구 6,183명, 면적 45.19km², 인구밀도 137명/km².(2025년 3월 1일, 추계인구)
이하 1정으로 구성된다.
- 교난정(鋸南町)

## 군역
1878년 행정 구역으로 출범한 당시의 군 지역은 대체로 이하의 구역에 해당한다.
- 다테야마시의 일부
- 미나미보소시의 일부

## 역사
아와국에 속했다. 아와국이 718년에 분리될 때까지는 가즈사국에 속했다. 원래는 아와국의 남서부만을 영역으로 하였고, 아와국 북서부의 우라가 수도 연안 및 헤구리강 유역은 헤구리군(후일 헤이군), 북동부의 가모강 유역은 나가사군, 남동부는 아사이군에 속하고 있었다.

### 정촌제 이후의 연혁

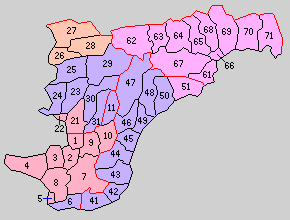
1.호조정 2.다테야마정 3.도요쓰촌 4.니시자키촌 5.도미사키촌 6.나가오촌 7.도요후사촌 8.간베촌 9.다테노촌 10.고코노에촌 11.이나미야촌 21.나고정 22.후나카타촌 23.야쓰카촌 24.도미우라촌 25.이와이촌 26.가쓰야마정 27.호타정 28.사쿠마촌 29.헤구리촌 30.다키타촌 31.고쿠후촌 41.시라하마촌 42.나나우라촌 43.아사히촌 44.다케다촌 45.지토세촌 46.도요다촌 47.마루촌 48.기타미하라촌 49.미나미미하라촌 50.와다촌 51.에미촌 61.후토미촌 62.오야마촌 63.요시오촌 64.유키촌 65.다바라촌 66.가모가와정 67.소로촌 68.사이조촌 69.도조촌 70.아마쓰정 71.미나토촌 (빨강: 다테야마시 분홍:가모가와시 보라:미나미보소시 등색:교난정)

- 1889년 4월 1일 - 정촌제 시행으로 아래의 정촌이 발족. 따로 표시한 곳을 제외한 전역이 현 다테야마시.(2정 9촌)
  - 호조정(北条町)
  - 다테야마정(館山町)
  - 도요쓰촌(豊津村)
  - 니시자키촌(西岬村)
  - 도미사키촌(富崎村)
  - 나가오촌(長尾村): 현 미나미보소시
  - 도요후사촌(豊房村)
  - 간베촌(神戸村)
  - 고코노에촌(九重村)
  - 이나미야촌(稲都村): 현 미나미보소시
  - 다테노촌(館野村)
- 1897년
  - 4월 1일 - 군제 시행으로, 아와군·헤이군·아사이군·나가사군의 구역을 모아 새로이 아와군이 발족. 다음 정촌이 아와군 소속이 됨.(7정 37촌)
    - 구 헤이군 - 나고정(那古町), 후나카타촌(船形村), 야쓰카촌(八束村), 도미우라촌(富浦村), 이와이촌(岩井村), 가쓰야마정(勝山町), 호타정(保田町), 사쿠마촌(佐久間村), 헤구리촌(平群村), 다키타촌(滝田村), 고쿠후촌(国府村)
    - 구 아사이군 - 시라하마촌(白浜村), 나나우라촌(七浦村), 아사히촌(曦村), 다케다촌(健田村), 지토세촌(千歳村), 도요다촌(豊田村), 마루촌(丸村), 기타미하라촌(北三原村), 미나미미하라촌(南三原村), 와다촌(和田村), 에미촌(江見村)
    - 구 나가사군 - 후토미촌(太海村), 오야마촌(大山村), 요시오촌(吉尾村), 유키촌(由基村), 다바라촌(田原村), 가모가와정(鴨川町), 소로촌(曽呂村), 사이조촌(西条村), 도조촌(東条村), 아마쓰정(天津町), 미나토촌(湊村)

  - 12월 1일 - 후나카타촌이 정제 시행으로 후나카타정(船形町)이 됨.(8정 36촌)
- 明治32年(1899년)3월 13일 - 와다촌이 정제 시행으로 와다정(和田町)이 됨.(9정 35촌)
- 明治33年(1900년)6월 25일 - 아사히촌이 정제 시행으로 아사히정(曦町)이 됨.(10정 34촌)
- 大正3年(1914년)4월 1일 - 다테야마정·도요쓰촌이 합병하여, 새로이 다테야마정(館山町)이 발족.(10정 33촌)
- 大正4年(1915년)10월 1일 - 유키촌이 스키촌(主基村)으료 개칭.
- 大正9年(1920년)10월 1일 - 아사히정이 지쿠라정(千倉町)으로 개칭.

- 1928년 11월 10일(12정 31촌)
  - 이와이촌이 정제 시행으로 이와이정(岩井町)이 됨.
  - 미나토촌이 정제 시행과 개칭으로 고미나토정(小湊町)이 됨.
- 1933년
  - 4월 1일 - 白浜村이 정제 시행으로 시라하마정(白浜町)이 됨.(13정 30촌)
  - 4월 3일 - 도미우라촌이 정제 시행으로 도미우라정(富浦町)이 됨.(14정 29촌)
  - 4월 18일 - 다테야마정·호조징이 합병하여 다테야마호조정(館山北条町)이 발족.(13정 29촌)
  - 11월 10일 - 에미촌이 정제 시행으로 에미정(江見町)이 됨.(14정 28촌)
- 1935년 - 면적 566.17 km2, 인구 162,835명(남 79,275명·여 83,560명)
- 1939년 11월 3일 - 다테야마호조정·나고정·후나카타정이 합병하여 다테야마시(館山市)가 발족, 군에서 이탈.(11정 28촌)
- 1953년 5월 1일 - 다키타촌·고쿠후촌·이나미야촌이 합병하여 미요시촌(三芳村)이 발족.(11정 26촌)
- 1954년
  - 3월 3일 - 시라하마정·나가오촌이 합병하여, 새로이 시라하마정(白浜町)이 발족.(11정 25촌)
  - 4월 1일 - 지쿠라정·나나우라촌·다케다촌이 합병하여, 새로이 지쿠라정(千倉町)이 발족.(11정 23촌)
  - 5월 3일 - 니시자키촌·도미사키촌·도요후사촌·간베촌·고코노에촌·다테노촌이 다테야마시에 편입.(11정 17촌)
  - 6월 1일 - 아마쓰정이 기미쓰군 가메야마촌의 일부를 편입.
  - 7월 1일 - 가모가와정·다바라촌·사이조촌·도조촌이 합병하여, 새로이 가모가와정(鴨川町)이 발족.(11정 14촌)
  - 8월 1일 - 지쿠라정·지토세촌이 합병하여, 새로이 지쿠라정(千倉町)이 발족.(11정 13촌)
- 1955년
  - 2월 11일(10정 12촌)
    - 岩井町·平群村이 합병하여 도미야마정(富山町)이 발족.
    - 아마쓰정·고미나토정이 합병하여 아마쓰코미나토정(天津小湊町)이 발족.

  - 3월 10일 - 가쓰야마정·사쿠마촌이 합병하여, 새로이 가쓰야마정(勝山町)이 발족.(10정 11촌)
  - 3월 15일 - 도요다촌·마루촌, 지쿠라정의 일부가 합병하여 마루야마정(丸山町)이 발족.(11정 9촌)
  - 3월 31일(12정 2촌)
    - 도미우라정·야쓰카촌이 합병하여, 새로이 도미우라정(富浦町)이 발족.
    - 와다정·기타미하라촌이 합병하여, 새로이 와다정(和田町)이 발족.
    - 에미정·후토미촌·소로촌이 합병하여, 새로이 에미정(江見町)이 발족.
    - 오야마촌·요시오촌·스키촌이 합병하여 나가사정(長狭町)이 발족.
- 1956년 9월 1일 - 미나미미하라촌의 일부가 마루야마정에, 잔여부가 와다정에 분할 편입.(12정 1촌)
- 1959년 3월 30일 - 가쓰야마정·호타정이 합병하여 교난정(鋸南町)이 발족.(11정 1촌)
- 1971년 3월 31일 - 가모가와정·에미정·나가사정이 합병하여 가모가와시(鴨川市)가 발족, 군에서 이탈.(8정 1촌)
- 2005년 2월 11일 - 아마쓰코미나토정이 가모가와시와 합병하여, 새로이 가모가와시(鴨川市)가 발족, 군에서 이탈.(7정 1촌)
- 2006년 3월 20일 - 도미우라정·도미야마정·시라하마정·지쿠라정·마루야마정·와다정·미요시촌이 합병하여 미나미보소시(南房総市)가 발족, 군에서 이탈.(1정)